# Schné
 (mai 2024).
Schné, d'où son vrai nom Henrike Krügener (née le 10 avril 1982 à Hanovre) est une chanteuse, compositrice, parolière, musicienne et actrice allemande. Le nom de scène Schné est un mot inventé qu'elle a inventé à partir de son doux du portugais.

## Vie musicale
Scnhé a d'abord joué de la guitare basse puis de la guitare dans divers groupes. Ce n'est que progressivement qu'elle est devenue la chanteuse principale. Schné a étudié au théâtre de la Free Drama School d'Hambourg,. Depuis la fin des études, elle a également travaillé comme comédienne de publicité et de doublage, entre autres.
En tant que résident de Brême, Schné a représenté la ville-État de Brême au Concours fédéral de chanson Vision 2012 (de) et a pris la 13e place sur 16. Le titre du Concours fédéral de chanson Vision 2012 Alles aus Liebe a été écrit et produit par le compositeur et producteur de musique René Münzer, qui a également écrit l'album que Bastelkleid a produit pour elle, ainsi que tous les albums précédemment soris sous le nom d'artiste Schné. Elle est également apparue dans d'autres formats télévisés tels que TV Total et buten un binnen (de).
En plus de ses albums solo sous le nom de Schné, elle a sorti cinq autres albums ainsi qu'un CD Live et un DVD d'un concert en 2014 avec son groupe Schné Ensemble.

## Discographie

### Albums
- 2008 : Deine Küsse dunkeln (Schné Ensemble)
- 2010 : Das Karussell (Schné Ensemble)
- 2011 : (M)ein Liebeslied (Schné Ensemble)
- 2012 : Pierrot, Pierrot, Pierrot (Schné Ensemble)
- 2012 : Bastelkleid (Schné) (Ear Lab Records / H'Art)[6]
- 2013 : Left Side Street Queen (Schné)
- 2014 : Goût de sel (Schné Ensemble, CD Live et DVD)
- 2015 : Der bipolare Bär (Schné)
- 2017 : Sunday Girl (Schné)
- 2019 : Steppenwolf (Schné Ensemble)

### Singles
- 2012 : Eine kleine Wahrheit (Schné)
- 2012 : Alles aus Liebe (Schné, avec Bastelkleid)[6]
- 2012 : Wo ich bin (Schné, avec Bastelkleid)
- 2015 : The Amn with the Finest Circumstances (Schné, avec Der bipolaire Bär)